# Mauritiusdrillfågel
Mauritiusdrillfågel (Lalage typica) är en fågel i familjen gråfåglar inom ordningen tättingar.

## Utseende och läten
Mauritiusdrillfågeln är en 22 cm fågel. Hanen är grå ovan och vit under. Honan är mycket annorlunda tecknad med fyllligt rostfärgad ovansidan och brunaktig undersida. Lätet beskrivs som en melodisk drill eller hårdare "tschrek".

## Utbredning och systematik
Fågeln förekommer enbart i skogar på Mauritius (västra Maskarenerna). Den behandlas som monotypisk, det vill säga att den inte delas in i några underarter.

### Släktestillhörighet
Tidigare placerades arten i släktet Coracina, men genetiska studier visar att det släktet är parafyletiskt iförhållande till Lalage och Campephaga. Detta har lett till taxonomiska förändringar, bland annat genom att en handfull arter flyttats till Lalage.

## Status och hot
Mauritiusdrillfågeln har numera ett stabilt bestånd. På grund av att det bara består av uppskattningsvis 600–700 vuxna individer och att utbredningsområdet är mycket begränsat är den ändå upptagen på internationella naturvårdsunionen IUCN:s röda lista över hotade arter, kategoriserad som sårbar (VU).